# 赵村镇 (威县)
赵村镇，原为赵村乡，是中华人民共和国河北省邢台市威县下辖的一个乡镇级行政单位。

## 行政区划
赵村镇下辖以下地区：
前赵村、大张山村、郭田庄村、田庄村、东贤塔村、西贤塔村、宏曲村、后赵村、中赵村、东赵村、南徐庄村、东徐庄村、北徐庄村、西徐庄村、东范庄村、北辛庄村、西安仁村、中安仁村、东安仁村、前安仁村、前寺庄村、西寺庄村、北寺庄村、东寺庄村、孙尹庄村、西张舠村、中张舠村、东张舠村、北亭上村、前南寺庄村、中南寺庄村和后南寺庄村。